# گمینا ایوژا
گمینا ایوژا (به لهستانی:  Gmina Iłża) یک گمینا در لهستان است که در شهرستان رادوم واقع شده‌است. گمینا ایوژا ۲۵۵٫۸۲ کیلومتر مربع مساحت و ۱۵٬۶۲۴ نفر جمعیت دارد.